# Glória de Dourados
Glória de Dourados là một đô thị thuộc bang Mato Grosso do Sul, Brasil. Đô thị này có diện tích 491,758 km², dân số năm 2007 là 9646 người, mật độ 19,62 người/km².